# Svobodnyj
Svobodnyj (ryska: Свобо́дный) är den tredje största staden i Amur oblast i Ryssland. Den ligger vid floden Zeja, cirka 130 kilometer norr om Blagovesjtjensk. Invånarantalet uppgick till 55 159 i början av 2015. Staden grundades 1912 som Aleksejevsk, och fick sitt nuvarande namn 1917.